# Palygorskiet
Het mineraal palygorskiet of attapulgiet is een fyllosilicaat in de de groep van de kleimineralen. Palygorskiet is naar de typelocatie genoemd, waar het mineraal voor het eerst is beschreven, in de Oeral in Rusland. De naam attapulgiet is van Attapulgus afgeleid in de Amerikaanse staat Georgia, waar het veel voorkomt en in dagbouw wordt gewonnen.
Het mineraal heeft de molecuulformule
(Mg,Al)2Si4O10(OH)·4(H2O).
Het molecuul is een verbinding van fyllosilicaationen met magnesium, aluminium en een hydroxylgroep en is gehydrateerd. Het mineraal is doorschijnend, het is wit, grijs of bruinwit, het heeft een doffe glans en een witte streepkleur. Het heeft een monoklien kristalstelsel en de splijting is goed volgens het kristalvlak [110]. Het heeft een massadichtheid van 2,15 kg/l, de hardheid is 2 tot 2,5 en het mineraal is niet radioactief.

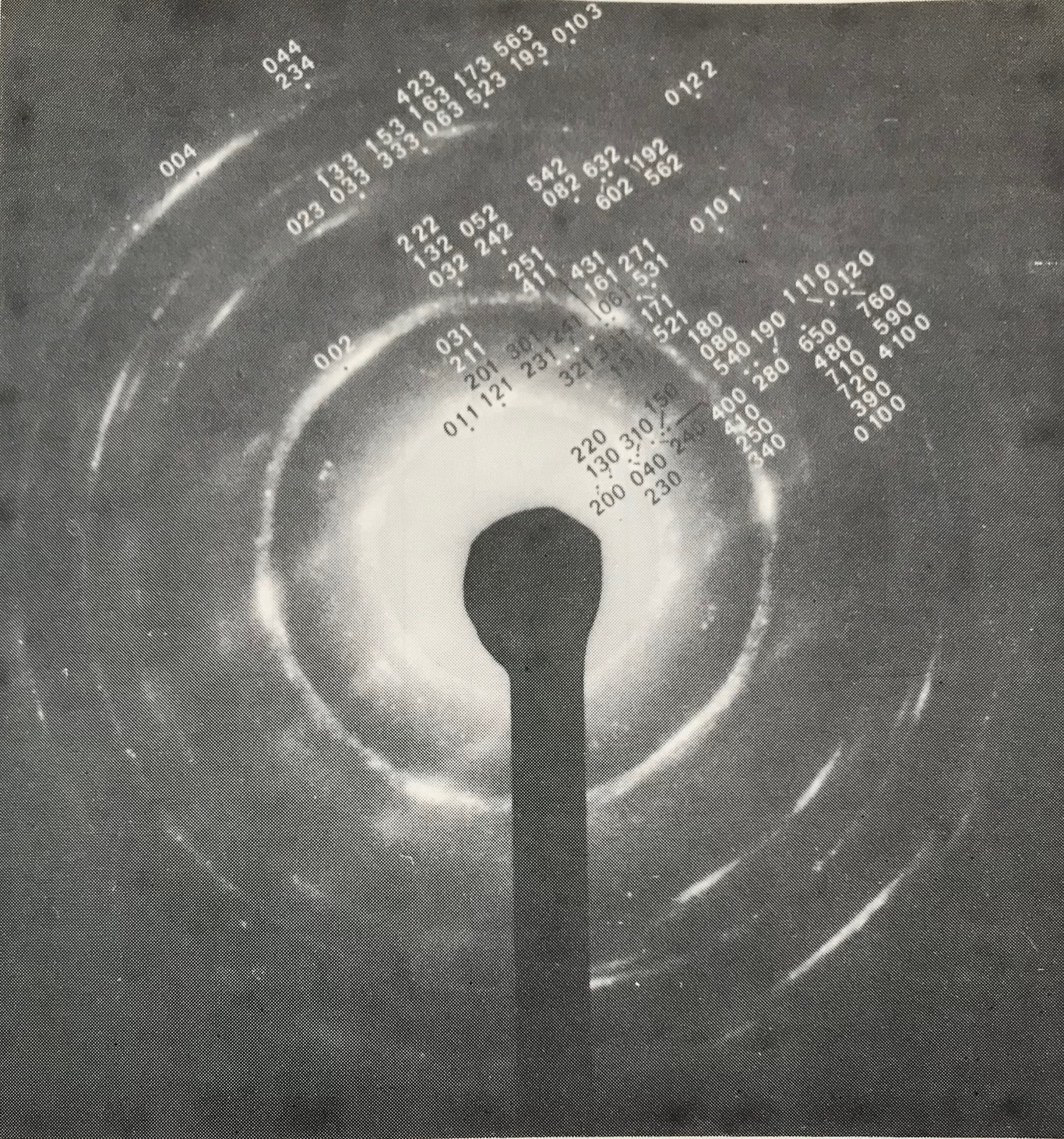
Elektronendiffractogram
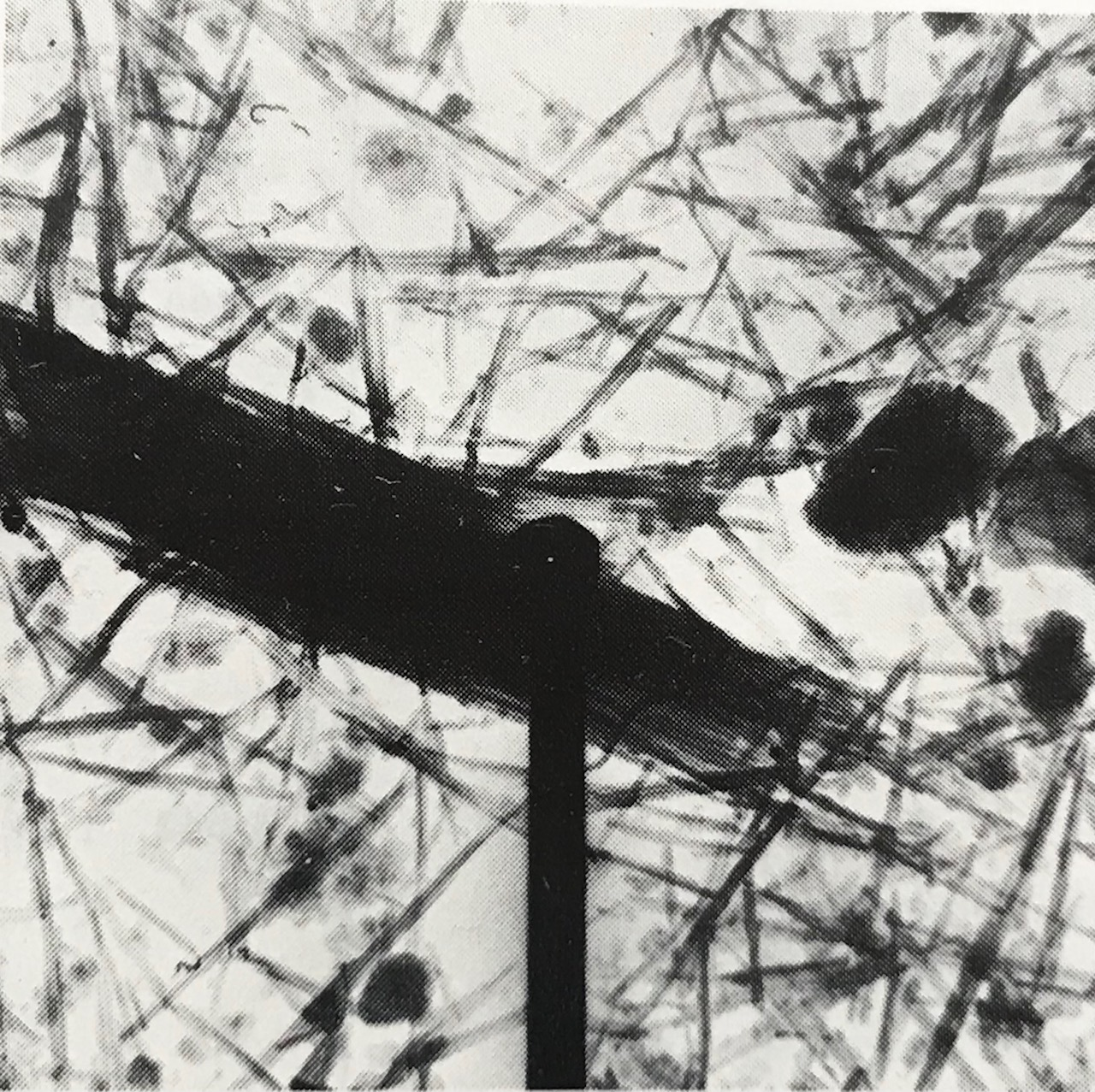
Foto met een elektronenmicroscoop